# Garrett Wang
Garrett Richard Wang (čínsky 王以瞻, Wang I-čan; * 15. prosince 1968 Riverside, Kalifornie) je americký herec.
Narodil se do rodiny čínských imigrantů v Kalifornii, společně s rodiči a svou sestrou Laurou se přestěhoval nejprve do Indiany, poté na Bermudy a následně do Tennessee. Na University of California, Los Angeles studoval asijskou kulturu, na doporučení profesora se dal na studium herectví. V televizi debutoval hostováním v seriálu All American Girl (1994), známým se stal především jako praporčík Harry Kim ve sci-fi seriálu Star Trek: Vesmírná loď Voyager (1995–2001). Dále hrál např. ve snímcích Ivory Tower (1998) a Ostrov zapomnění (2002) či v minisérii Na Západ (2005). Kromě herectví se věnuje i dalším činnostem, podle rozhovoru v časopisu Esquire (2005) se „někdy talent nevyrovná ambicím, takže musíte hledat alternativní možnosti“.